# WIG30
Le WIG30 est le principal indice de la bourse de Varsovie, composé des 30 plus grosses capitalisations polonaises. L'indice, introduit le 23 septembre 2013, a remplacé le WIG 20 le 31 décembre 2015. Son nom signifie : "Warszawski Indeks Giełdowy", c'est-à-dire « Indice de la bourse de Varsovie ».